# Brunswick (Maryland)
Pour les articles homonymes, voir Brunswick.
Brunswick est une ville du comté de Frederick dans le Maryland.
Sa population était de 7 762 habitants en 2020.